# John Lecky (wioślarz)
John MacMillan Stirling Lecky (ur. 29 sierpnia 1940 w Vancouver, zm. 25 lutego 2003 w Calgary) – kanadyjski wioślarz, srebrny medalista olimpijski.

## Kariera
Studiował prawo na Uniwersytecie Kolumbii Brytyjskiej i Jesus College University of Cambridge. Dwukrotnie startował w The Boat Race, w latach 1962 i 1964 był członkiem zwycięskiej osady Cambridge. 
Wystąpił na igrzyskach olimpijskich w Rzymie w 1960, gdzie Kanadyjczycy w składzie: Donald Arnold, Walter D'Hondt, Nelson Kuhn, John Lecky, David Anderson, Archie MacKinnon, Bill McKerlich, Glen Mervyn i Sohen Biln zdobyli srebrny medal w ósemkach. W finale uplasowali się o 4,34 sekundy za osadą Wspólnej Reprezentacji Niemiec, a o 3,32 sekundy przed Czechosłowacją. Był to jego jedyny start olimpijski. Zarazem był to także jedyny medal zdobyty przez Kanadyjczyków na tych igrzyskach.
Po zakończeniu kariery sportowej był działaczem sportowym. W 1984 był szefem reprezentacji Kanady na igrzyskach olimpijskich w Los Angeles. Współpracował z Kanadyjskim Komitetem Olimpijskim, między innymi sprawował funkcję członka Komitetu Wykonawczego dla Komitetu Organizacyjnego Zimowych Igrzysk Olimpijskich 1988 w Calgary.
Został także przedsiębiorcą. Był między innymi jednym z współzałożycieli linii lotniczych Canada 3000, pełniąc następnie funkcję prezesa i głównego udziałowca. Poza tym pasjonował się alpinizmem. W 1993 osiągnął wysokość ponad 7000 m bez dodatkowego tlenu wspinając się na Masang Kang (7194 m) w północnym Bhutanie. Zdobył najwyższy szczyt obu Ameryk, Aconcaguę (6960 m), najwyższy szczyt Afryki, Kilimandżaro (5895 m) oraz Mount Kenya (5199 m). Poza tym wspinał się także w paśmie Canadian Rockies i szwajcarskich Alpach.